# Andino
Andino – argentyńskie przedsiębiorstwo motoryzacyjne zajmujące się produkcją małych sportowych samochodów. W latach 1967–1970 produkowało model Andino GTA z silnikiem Ventoux 670-5 z samochodu Renault Gordini, oraz w latach 1976 - 1978 z silnikiem Renault M 1400 z Renault 12.
Fabryka zlokalizowana na przedmieściach Buenos Aires.